# البرت میراوینت
البرت میراوینت (انگلیسی: Albert Miravent؛ زادهٔ ۱۴ ژوئن ۱۹۹۴) بازیکن فوتبال اهل اسپانیا است.
از باشگاه‌هایی که در آن بازی کرده‌است می‌توان به اشاره کرد.
وی همچنین در تیم‌های ملی فوتبال زیر ۱۷ سال اسپانیا، زیر ۱۸ سال اسپانیا، و زیر ۲۰ سال اسپانیا بازی کرده‌است.